# Чуруг
Чуруг (серб. Чуруг) — селище в Сербії, належить до общини Жабаль Південно-Бацького округу в багатоетнічному, автономному краю Воєводина.

## Населення
Населення селища становить 9 249 осіб (2002, перепис), з них:
- серби — 8200 — 92,32%;
- чорногорці — 284 — 3,19%;
- мадяри — 90 — 1,01%;

Решту жителів  — з десяток різних етносів, зокрема: роми, хорвати, словаки і зо два десятки русинів-українців.